# Palazzo Dal Pozzo

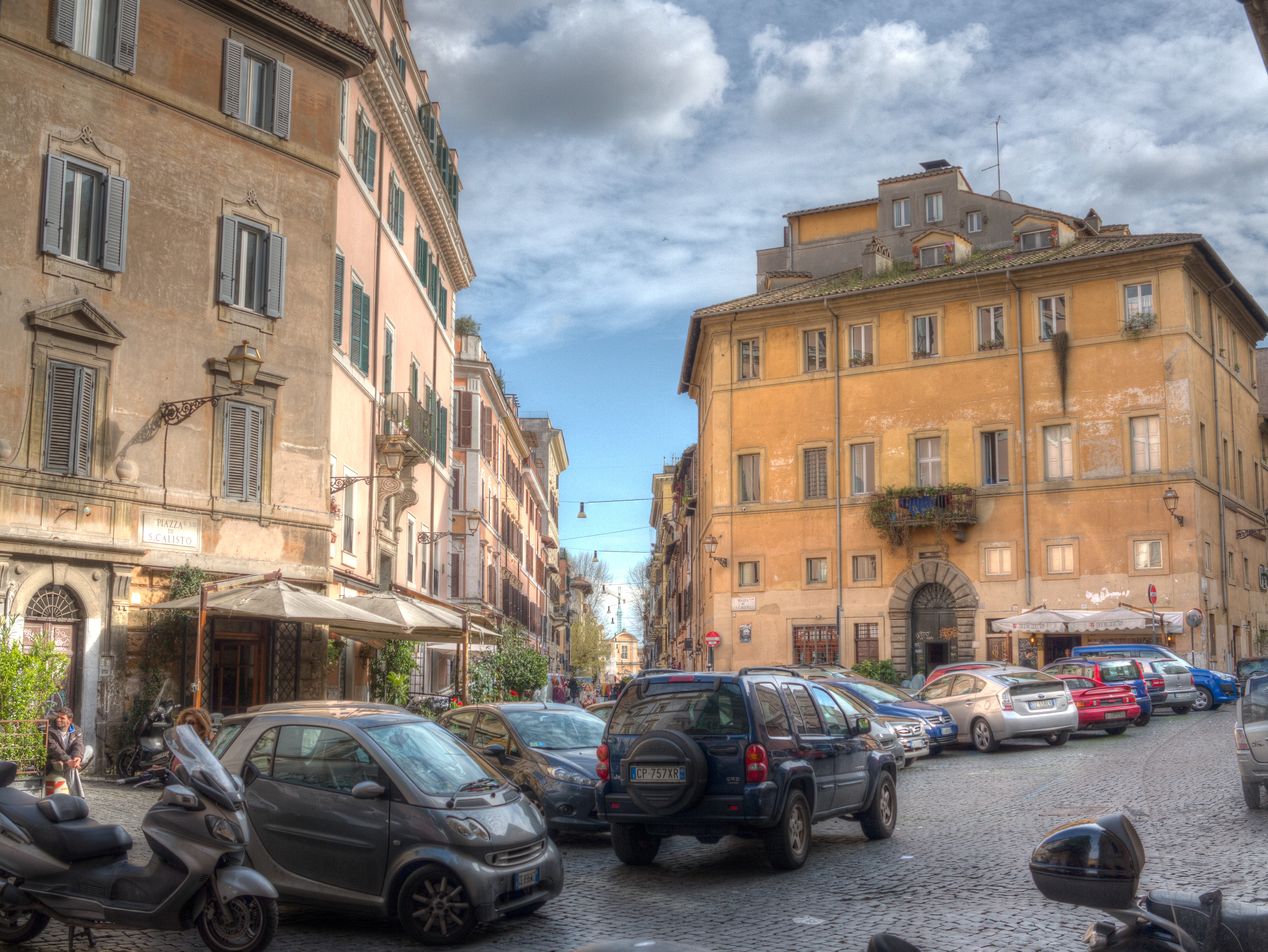
Nesta vista da Piazza di San Callisto, o Palazzo Dal Pozzo está à esquerda, no meio (em rosa claro). Antes dele está o Palazzo Farinacci.

Palazzo Dal Pozzo é um palácio localizado na esquina da Piazza di San Callisto com a Via della Cisterna, no rione Trastevere de Roma, bem perto da basílica de Santa Maria in Trastevere e geminado ao Palazzo Farinacci.

## História
De frente para a igreja de San Callisto está o Palazzo Dal Pozzo, construído pela família Dal Pozzo na primeira metade do século XVII. Inicialmente viveu ali Cassiano Dal Pozzo (1588-1657), uma figura notável na cultura romana da época, membro da Accademia dei Lincei. Segundo o "Libro dello Stato delle Anime", da paróquia de Santa Maria in Trastevere, o edifício tornou-se, em 1748, propriedade de "Sant'Anna", mas, já no seguinte, passou para o Conservatorio della Beata Vergine Maria (ou Conservatorio della Divina Clemenza), aberto a "moças virgens e senhoras honestas que desejavam servir a Deus e encontrar refúgio contra a crueldade de seus respectivos genitores ou maridos ou temendo, por qualquer motivo, por suas vidas". O conservatório permaneceu funcionando no local até 1802, quando acabou sendo fechado por causa de dívidas acumuladas. Depois disto o edifício acabou dividido em apartamentos individuais.
O edifício se apresenta em três pisos mais um ático do século XIX e se abre num belo portal com arquitrave encimado por uma varanda sustentada por duas mísulas decoradas com o brasão dos Dal Pozzo (um poço sustentado por duas serpentes aladas). Nas esquinas, silhares rusticados sobem do chão até o beiral.